# HH Martinus- en Barbarakerk
De HH Martinus- Barbarakerk is de voormalige parochiekerk van Rossum, gelegen aan het Monseigneur Bekkersplein 4.

## Geschiedenis
In 1846 werd een parochiekerk in gebruik genomen, ontworpen door Fijnje. Deze kerk brandde in 1911 af. De katholieken kerkten sindsdien in het nabijgelegen Hurwenen. In 1967 werden de parochies van Hurwenen en Rossum samengevoegd en in Rossum werd een nieuwe kerk gebouwd.
Deze kerk, ontworpen door Jan Strik, is in modernistische vormgeving. Het is een doosvormige zaalkerk, gelegen aan een vijver. Hij is gebouwd in baksteen, hout en baksteen, en heeft grote glaswanden naar de vijver toe. Een losstaande betonnen klokkentoren staat op enige afstand van de kerk, eveneens aan de vijver. In de kerk bevinden zich glas-in-loodramen van Jan Dijker.
In 2015 werd de kerk verkocht, en in 2016 werd de laatste Mis opgedragen en werd de kerk onttrokken aan de eredienst. De particuliere koper gaat in de kerk wonen, er komen tevens enkele huurwoningen in, en de kerkruimte wordt een soort gemeenschappelijke ruimte.